# Strålgång
Strålgång är den väg ljus (eller annan vågrörelse) passerar genom ett optiskt instrument eller annan apparat, till exempel en kikare, ett teleskop, en kamera, ett mikroskop eller en fotometer.